# TV2 (Hungría)
TV2 es un canal de televisión privado de Hungría, que emite una programación generalista en abierto a nivel nacional. Sus emisiones regulares comenzaron el 4 de octubre de 1997. También gestiona tres canales temáticos en televisión digital terrestre: TV2 Klub, Mozi+ y SuperTV2.

## Historia
En 1997, la Comisión Nacional de Radio y Televisión de Hungría otorgó una de las dos primeras licencias de televisión privada a la empresa MTM-SBS Televízió Zrt., participada mayoritariamente por la empresa internacional SBS Broadcasting Group, cuyo nombre comercial era TV2. En un principio, se propuso que emitiese en la frecuencia de la segunda cadena de la televisión pública, pero esa idea se desestimó y el nuevo canal contó con su propia señal.
Sus emisiones comenzaron el 4 de octubre de 1997, con una programación generalista para todos los públicos, especializada en información y entretenimiento. Desde sus inicios, lucha por el liderazgo del mercado televisivo con RTL Klub. Después de que fuese adquirido por ProSiebenSat.1 en 2007, comenzó a crear canales temáticos de pago como oferta complementaria. El primero fue el femenino FEM3 en 2007, y un año después inició las emisiones de PRO4, para un público masculino. Ambos están disponibles en televisión digital terrestre.
El 12 de octubre de 2012, TV2 comenzó a emitir en alta definición (HD) durante la emisión del programa La Voz de Hungría, aunque solo se encontraba disponible en el operador de televisión por cable UPC Hungary.
En 2015, el productor de cine Andrew G. Vajna se hizo con el control del TV2 por más de 70 millones de dólares, financiados en parte con un crédito de Eximbank. Después de la operación, el canal adoptó una línea editorial más próxima al gobierno de Viktor Orbán. Cuando Vajna falleció en 2019, sus herederos vendieron la televisión al banquero József Vida, presidente del Takarékbank.